# 利伯蒂維爾 (密蘇里州)
利伯蒂維爾（英語：Libertyville）是位於美國密蘇里州聖弗朗索瓦縣的非建制地區。

## 歷史
利伯蒂維爾的郵局於1863年設立，其後於1919年停運。

## 地理
利伯蒂維爾所處的海拔為高於海平面280米（即919英呎），而該地所採用的時區為UTC-6，即北美中部時區（CST）。同時該地設有夏令時間，為UTC-6調快一小時，即UTC-5（CDT）。